# Андрејчје
Андрејчје (словен. Andrejčje) је насељено место у саставу општине Блоке, покрајине Нотрањска која припада Нотрањско-крашкој регији у Републици Словенији.

## Географија
Насеље површине 0,67 км², налази се на надморској висини 769,5 метара.

## Историја
До територијалне реорганицације у Словенији, Андрејчје је било у саставу старе општине Церкница.

## Становништво
Приликом пописа становништва 2011. године Андрејчје је имало 8 становника.
| 1991 | 2002 | 2011 |
| 9    | 7    | 8    |

Напомена: До 1990. исказивано под именом Андрејче.